# Temporada da NFL de 1988
A Temporada de 1988 da NFL foi a 69ª temporada regular da National Football League. Nesse ano, os Cardinals se mudaram de St. Louis, Missouri para Phoenix, Arizona se tornando então o Phoenix Cardinals, mas o time permaneceu na divisão NFC East.
Esta foi a última temporada do lendário treinador Tom Landry.
A temporada terminou no Super Bowl XXIII quando o San Francisco 49ers derrotou o Cincinnati Bengals.

## Classificação
V = Vitórias, D = Derrotas, E = Empates, PCT = porcentagem de vitórias, PF= Pontos feitos, PS = Pontos sofridos
 x  - marca os times classificados pelo wild card (repescagem),  y  - marca os times que levaram o titulo de suas divisões
| AFC East             |    |    |   |      |     |     |
| Time                 | V  | D  | E | PCT  | PF  | PS  |
| y-Buffalo Bills      | 12 | 4  | 0 | .750 | 329 | 237 |
| Indianapolis Colts   | 9  | 7  | 0 | .563 | 354 | 315 |
| New England Patriots | 9  | 7  | 0 | .563 | 250 | 284 |
| New York Jets        | 8  | 7  | 1 | .531 | 372 | 354 |
| Miami Dolphins       | 6  | 10 | 0 | .375 | 319 | 380 |
| AFC Central          |    |    |   |      |     |     |
| Time                 | V  | D  | E | PCT  | PF  | PS  |
| y-Cincinnati Bengals | 12 | 4  | 0 | .750 | 448 | 329 |
| x-Cleveland Browns   | 10 | 6  | 0 | .625 | 304 | 288 |
| x-Houston Oilers     | 10 | 6  | 0 | .625 | 424 | 365 |
| Pittsburgh Steelers  | 5  | 11 | 0 | .313 | 336 | 421 |
| AFC West             |    |    |   |      |     |     |
| Time                 | V  | D  | E | PCT  | PF  | PS  |
| y-Seattle Seahawks   | 9  | 7  | 0 | .563 | 339 | 329 |
| Denver Broncos       | 8  | 8  | 0 | .500 | 327 | 352 |
| Los Angeles Raiders  | 7  | 9  | 0 | .438 | 325 | 369 |
| San Diego Chargers   | 6  | 10 | 0 | .375 | 231 | 332 |
| Kansas City Chiefs   | 4  | 11 | 1 | .281 | 254 | 320 |

| NFC East              |    |    |   |      |     |     |
| Time                  | V  | D  | E | PCT  | PF  | PS  |
| y-Philadelphia Eagles | 10 | 6  | 0 | .625 | 379 | 319 |
| New York Giants       | 10 | 6  | 0 | .625 | 359 | 304 |
| Washington Redskins   | 7  | 9  | 0 | .438 | 345 | 387 |
| Phoenix Cardinals     | 7  | 9  | 0 | .438 | 344 | 398 |
| Dallas Cowboys        | 3  | 13 | 0 | .188 | 265 | 381 |
| NFC Central           |    |    |   |      |     |     |
| Time                  | V  | D  | E | PCT  | PF  | PS  |
| y-Chicago Bears       | 12 | 4  | 0 | .750 | 312 | 215 |
| x-Minnesota Vikings   | 11 | 5  | 0 | .688 | 406 | 233 |
| Tampa Bay Buccaneers  | 5  | 11 | 0 | .313 | 261 | 350 |
| Detroit Lions         | 4  | 12 | 0 | .250 | 220 | 313 |
| Green Bay Packers     | 4  | 12 | 0 | .250 | 240 | 315 |
| NFC West              |    |    |   |      |     |     |
| Time                  | V  | D  | E | PCT  | PF  | PS  |
| y-San Francisco 49ers | 10 | 6  | 0 | .625 | 369 | 294 |
| x-Los Angeles Rams    | 10 | 6  | 0 | .625 | 407 | 293 |
| New Orleans Saints    | 10 | 6  | 0 | .625 | 312 | 283 |
| Atlanta Falcons       | 5  | 11 | 0 | .313 | 244 | 315 |

### Desempate
- Cincinnati terminou em primeiro na AFC a frente de Buffalo baseado na vitória no confronto direto entre as equipes (1–0).
- Indianapolis terminou a frente de New England na AFC East baseado em um melhor retrospecto contra adversários em comum (7–5 contra 6–6 do Patriots).
- Cleveland terminou a frente de Houston na AFC Central por ter tido um melhor retrospecto dentro da divisão (4–2 contra 3–3 do Oilers).
- San Francisco terminou em segundo na NFC a frente de Philadelphia baseado em um melhor retrospecto contra adversários em comum (6–3 contra 5–4 do Eagles).
- Philadelphia terminou a frente na NFC East baseado num melhor retrospecto no confronto direto com o N.Y. Giants (2–0).
- Washington terminou em terceiro na NFC East por ter tido um melhor retrospecto dentro da divisão (4–4) do que Phoenix (3–5).
- Detroit terminou em quarto na NFC Central baseado num melhor retrospecto no confronto direto com Green Bay (2–0).
- San Francisco terminou em primeiro na NFC West baseado num melhor retrospecto no confronto direto (3–1) contro o L.A. Rams (2–2) e contra New Orleans (1–3).
- L.A. Rams terminou em segundo na NFC West por ter tido um melhor retrospecto dentro da divisão (4–2) do que New Orleans (3–3), e ganhou a vaga no NFC Wild Card (repescagem) por ter um melhor retrospecto contra adversários da mesma conferência (8–4) do que o N.Y. Giants (9–5) e New Orleans (6–6).

## Playoffs
| *Nota: Dois times de mesma divisão não podiam disputar jogos do divisional playoffs. |                                    |                                    |                                    |                                     |                |                                   |                                   |                                   |               |                                    |                  |                  |  |  |  |  |  |  |
|                                                                                      |                                    |                                    |                                    |                                     |                |                                   |                                   |                                   |               |                                    |                  |                  |  |  |  |  |  |  |
|                                                                                      |                                    |                                    |                                    |                                     |                | Playoffs de Divisão               |                                   |                                   |               |                                    |                  |                  |  |  |  |  |  |  |
|                                                                                      |                                    |                                    |                                    |                                     |                | 1 de janeiro - Rich Stadium       |                                   |                                   |               |                                    |                  |                  |  |  |  |  |  |  |
|                                                                                      | Jogo de Wild Card da AFC           | Jogo de Wild Card da AFC           | Jogo de Wild Card da AFC           | Campeão da AFC                      | Campeão da AFC | Campeão da AFC                    |                                   |                                   |               |                                    |                  |                  |  |  |  |  |  |  |
|                                                                                      | Jogo de Wild Card da AFC           | Jogo de Wild Card da AFC           | Jogo de Wild Card da AFC           | Campeão da AFC                      | Campeão da AFC | Campeão da AFC                    | 5                                 | Houston                           | 10            |                                    |                  |                  |  |  |  |  |  |  |
|                                                                                      | 24 de dezembro - Cleveland Stadium | 24 de dezembro - Cleveland Stadium | 24 de dezembro - Cleveland Stadium |                                     |                | 8 de janeiro - Riverfront Stadium | 8 de janeiro - Riverfront Stadium | 8 de janeiro - Riverfront Stadium | 10            |                                    |                  |                  |  |  |  |  |  |  |
|                                                                                      | 24 de dezembro - Cleveland Stadium | 24 de dezembro - Cleveland Stadium | 24 de dezembro - Cleveland Stadium | 2*                                  | Buffalo        | 8 de janeiro - Riverfront Stadium | 8 de janeiro - Riverfront Stadium | 8 de janeiro - Riverfront Stadium | 17            |                                    |                  |                  |  |  |  |  |  |  |
|                                                                                      | 5                                  | Houston                            | 24                                 | 2*                                  | Buffalo        | 2                                 | Buffalo                           | 10                                | 17            |                                    |                  |                  |  |  |  |  |  |  |
|                                                                                      | 5                                  | Houston                            | 24                                 | 31 de dezembro - Riverfront Stadium |                | 2                                 | Buffalo                           | 10                                |               |                                    |                  |                  |  |  |  |  |  |  |
|                                                                                      | 4                                  | Cleveland                          | 23                                 |                                     |                | 1                                 | Cincinnati                        | 21                                |               | Super Bowl XXIII                   | Super Bowl XXIII | Super Bowl XXIII |  |  |  |  |  |  |
|                                                                                      | 4                                  | Cleveland                          | 23                                 | 3                                   | Seattle        | 1                                 | Cincinnati                        | 21                                | 13            | Super Bowl XXIII                   | Super Bowl XXIII | Super Bowl XXIII |  |  |  |  |  |  |
|                                                                                      |                                    |                                    |                                    | 3                                   | Seattle        |                                   |                                   |                                   | 13            | 22 de janeiro - Joe Robbie Stadium |                  |                  |  |  |  |  |  |  |
|                                                                                      | 1*                                 | Cincinnati                         | 21                                 |                                     |                |                                   |                                   |                                   |               |                                    |                  |                  |  |  |  |  |  |  |
|                                                                                      | 1*                                 | Cincinnati                         | 21                                 | A1                                  | Cincinnati     | 16                                |                                   |                                   |               |                                    |                  |                  |  |  |  |  |  |  |
|                                                                                      | 1 de janeiro - Candlestick Park    |                                    |                                    | A1                                  | Cincinnati     | 16                                |                                   |                                   |               |                                    |                  |                  |  |  |  |  |  |  |
|                                                                                      | Jogo de Wild Card da NFC           | Jogo de Wild Card da NFC           | Jogo de Wild Card da NFC           | Campeão da NFC                      | Campeão da NFC | Campeão da NFC                    |                                   | N2                                | San Francisco | 20                                 |                  |                  |  |  |  |  |  |  |
|                                                                                      | Jogo de Wild Card da NFC           | Jogo de Wild Card da NFC           | Jogo de Wild Card da NFC           | Campeão da NFC                      | Campeão da NFC | Campeão da NFC                    | 4                                 | N2                                | San Francisco | 20                                 | Minnesota        | 9                |  |  |  |  |  |  |
|                                                                                      | 26 de dezembro - Metrodome         | 26 de dezembro - Metrodome         | 26 de dezembro - Metrodome         |                                     |                | 8 de janeiro - Soldier Field      | 8 de janeiro - Soldier Field      | 8 de janeiro - Soldier Field      |               |                                    |                  | 9                |  |  |  |  |  |  |
|                                                                                      | 26 de dezembro - Metrodome         | 26 de dezembro - Metrodome         | 26 de dezembro - Metrodome         | 2*                                  | San Francisco  | 8 de janeiro - Soldier Field      | 8 de janeiro - Soldier Field      | 8 de janeiro - Soldier Field      | 34            |                                    |                  |                  |  |  |  |  |  |  |
|                                                                                      | 5                                  | L.A. Rams                          | 17                                 | 2*                                  | San Francisco  | 2                                 | San Francisco                     | 28                                | 34            |                                    |                  |                  |  |  |  |  |  |  |
|                                                                                      | 5                                  | L.A. Rams                          | 17                                 | 31 de dezembro - Soldier Field      |                | 2                                 | San Francisco                     | 28                                |               |                                    |                  |                  |  |  |  |  |  |  |
|                                                                                      | 4                                  | Minnesota                          | 28                                 |                                     |                | 1                                 | Chicago                           | 3                                 |               |                                    |                  |                  |  |  |  |  |  |  |
|                                                                                      | 4                                  | Minnesota                          | 28                                 | 3                                   | Philadelphia   | 1                                 | Chicago                           | 3                                 | 12            |                                    |                  |                  |  |  |  |  |  |  |
|                                                                                      |                                    |                                    |                                    | 3                                   | Philadelphia   |                                   |                                   |                                   |               |                                    |                  |                  |  |  |  |  |  |  |
|                                                                                      | 1*                                 | Chicago                            | 20                                 |                                     |                |                                   |                                   |                                   |               |                                    |                  |                  |  |  |  |  |  |  |
|                                                                                      | 1*                                 | Chicago                            | 20                                 |                                     |                |                                   |                                   |                                   |               |                                    |                  |                  |  |  |  |  |  |  |

### AFC
- Wild-Card playoff: Houston 24, CLEVELAND 23
- Divisional playoffs: CINCINNATI 21, Seattle 13; BUFFALO 17, Houston 10
- AFC Championship: CINCINNATI 21, Buffalo 10 no Riverfront Stadium, Cincinnati, Ohio, 8 de janeiro de 1989

### NFC
- Wild-Card playoff: MINNESOTA 28, L.A. Rams 17
- Divisional playoffs: CHICAGO 20, Philadelphia 12; SAN FRANCISCO 34, Minnesota 9
- NFC Championship: San Francisco 28, CHICAGO 3 no Soldier Field, Chicago, Illinois, 8 de janeiro de 1989

### Super Bowl
- Super Bowl XXIII: San Francisco (NFC) 20, Cincinnati (AFC) 16, no Joe Robbie Stadium, Miami, Flórida, 22 de janeiro de 1989